# Кабоколино (Анкона)
Кабоколино је насеље у Италији у округу Анкона, региону Марке.
Према процени из 2011. у насељу је живело 37 становника. Насеље се налази на надморској висини од 382 м.